# Georges Cassignard
Georges Cassignard (* 5. August 1873 in Bordeaux; † 28. September 1893 in Paris) war ein französischer Bahnradsportler.
Georges Cassignard begann mit dem Profi-Radsport im Alter von 16 Jahren. 1891 stellte er einen Weltrekord auf dem Dreirad auf, 1892 wurde er französischer Meister auf dem Dreirad, im Sprint und über 50 Kilometer. In jenem Jahr gewann er auch den Grand Prix d’Angers. 1893 stellte er weitere Rekorde auf und wurde zweifacher nationaler Meister über einen und fünf Kilometer. Sein letzter Sieg war in Mailand beim Großen Preis von Italien über 10 Kilometer.
Am 28. September 1893 kam Cassignard im Alter von 20 Jahren bei einem Morgenritt in Paris durch einen Sturz von seinem Pferd ums Leben. Rund 2000 Menschen kamen zu seiner Beerdigung am 1. Oktober in Izon nahe seiner Geburtsstadt Bordeaux. Später wurde über seinem Grab ein kleines Mausoleum errichtet.